# Білоруський фронт (1939)
Білоруський фронт (1939) — оперативно-стратегічне об'єднання радянських військ, що існувало на час вторгнення Червової армії до Польщі з 11 вересня по 14 листопада 1939 року.

## Історія
11 вересня 1939 року у ході підготовки Червоної армії до військового походу в Західну Україну з управління Білоруського Особливого військового округу були сформоване Польове управління округу для керівництва військами Білоруського фронту на чолі з командувачем військами фронту командармом 2-го рангу Ковальовим М. П.
14 вересня Військова рада отримала директиву Народного комісара оборони СРСР маршала Радянського Союзу Ворошилова К. Є. і начальника Генерального штабу РСЧА командарма 1-го рангу Шапошникова Б. М. № 16633 про початок наступу проти Польщі та завданням до 16 вересня таємно висунути війська на радянсько-польський кордон і бути готовими до наступу.
З 16 вересня до складу Білоруського фронту увійшли 3-тя, 4-та, 10-та та 11-та загальновійськові армії.
17 вересня війська фронту були включені до складу Дієвої армії. До початку воєнних дій чисельність фронту становила 200,8 тис. осіб. Білоруському фронту протистояло 45 тисяч польських солдатів і офіцерів, велика частина яких не була об'єднана в армійські формування і практично не мала озброєння. Уздовж кордону з БРСР розміщувалися частини корпусу прикордонної охорони в кількості 8 тис. осіб. Найбільш боєздатною була оперативна група «Полісся», якою командував генерал Ф. Клееберг.

Наступ 15-го танкового корпусу під час вторгнення до Польщі. Вересень 1939

О 05:40 17 вересня 1939 року війська Білоруського фронту без оголошення війни вдерлися на територію незалежної держави Польщі та протягом наступних декількох днів окупували територію Західної Білорусі. Збройні зіткнення між радянськими та польськими військами відбувалися за Молодечно, Ліду, Воложин, Щучин, Столін, Скідель, Новогрудок, Гродно, Вільно, Августівський ліс. Білоруський фронт втратив 996 чол. убитими і 2002 пораненими. У полон було взято 60202 польських військовослужбовців, у тому числі 2066 офіцерів.
14 листопада народний комісар оборони СРСР видав наказ № 00177 «Про перейменування польових управлінь Білоруського та Українського фронтів на управління Білоруського особливого військового округу та Київського особливого військового округу».